# Henrik den stolte
Henrik X av Bayern, kallad Henrik den stolte, född 1100/1108, död 20 oktober 1139 (möjligen förgiftad) i Quedlinburg, begravd i Königslutter, var hertig av Bayern 1126–1139, och som Henrik II hertig av Sachsen 1137–1139. Son till hertig Henrik den svarte av Bayern (1074/1075–1126) och Wulfhild av Sachsen (1071/1075–1126).
Henrik den stolte gifte sig 29 maj 1127 med Gertrud av Supplinburg (1115–1143). Paret fick följande barn:
1. Henrik Lejonet (1129/1130–1195), hertig av Sachsen och Bayern